# Rainbow Warrior (1955)

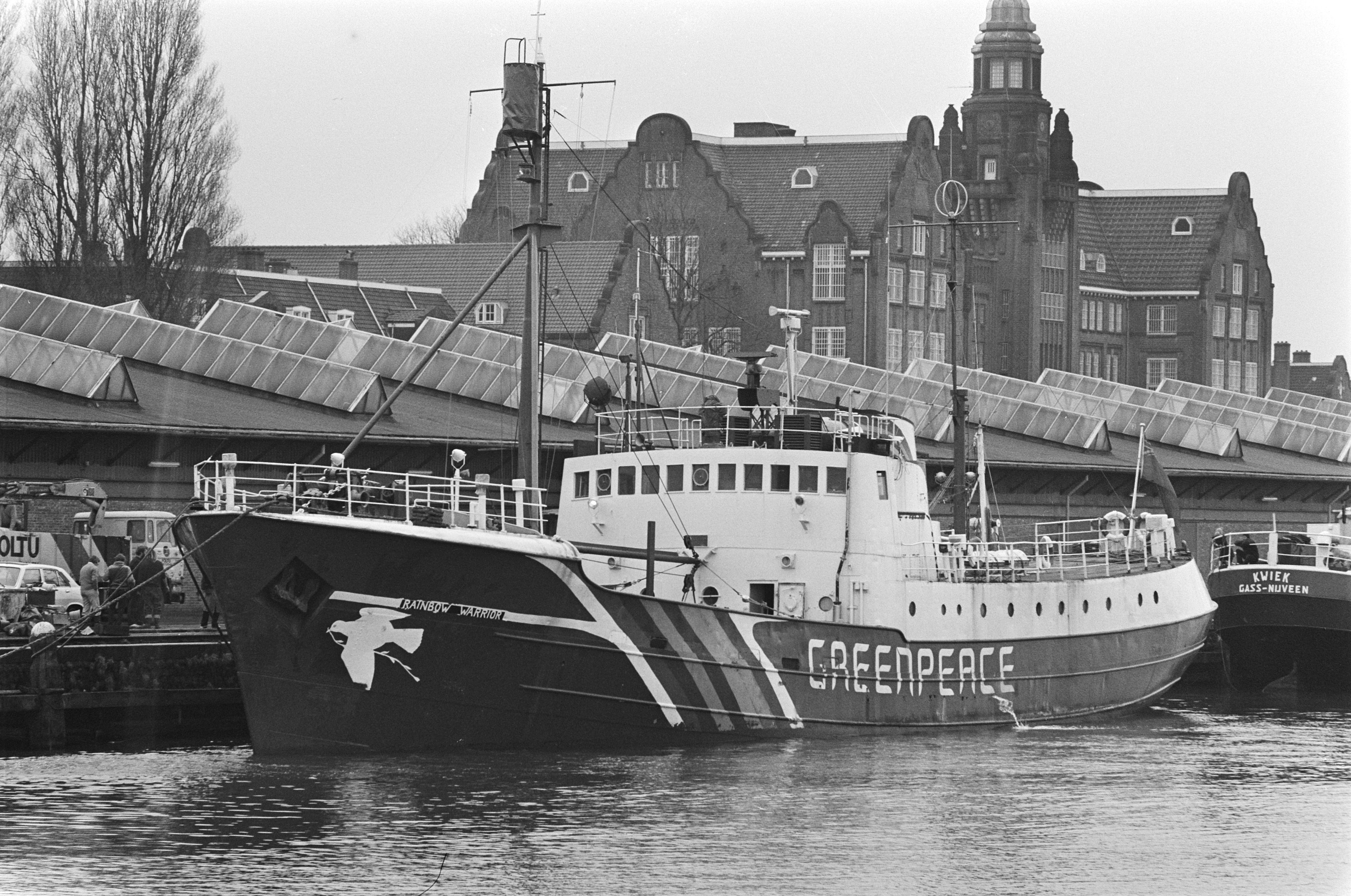
Rainbow Warrior i Amsterdam i mars 1981.

Rainbow Warrior (svenska: Regnbågskrigaren) var ett fartyg i miljöorganisationen Greenpeaces tjänst. Hon byggdes som trålare i Skottland 1955 och sänktes av Frankrikes underrättelsetjänst DGSE den 10 juli 1985 i Auckland, Nya Zeeland. I samband med sänkningen dödades fotografen Fernando Pereira. Orsaken var Greenpeaces försök att förhindra de franska kärnvapenprovsprängningar som genomfördes i Franska Polynesien.
Rainbow Warrior bärgades den 21 augusti 1985 för undersökning.
Den 2 december 1987 bogserades hon ut från Auckland för att tio dagar senare sänkas vid Cavalli Islands i Matauri Bay för att bli ett vrak för sportdykare och samtidigt fungera som ett konstgjort rev.